# Асылбеков, Абдолла Абдрахманович
Абдолла Абдрахманович Асылбеков (каз. Абдолла Әбдірахманұлы Асылбеков; 1896, аул № 1, Акмолинский уезд, Акмолинская область, Российская империя — 29 января 1938) — советский казахстанский государственный и общественный деятель, публицист. Участник Гражданской войны в России.

## Биография
Происходит из тайпа тока ру(рода) куандык племени аргын.
В 1913—1916 гг. занимался организацией культурно-просветительских кружков среди казахской и татарской молодежи в Акмолинске. Участвовал в национально-освободительном восстании 1916 г. Вместе с Сакеном Сейфуллиным организовал организацию «Жас казах», участвовал в издании ее печатного органа — газеты «Тіршілік». Первый редактор журнала «Кызыл Казакстан». Организатор Акмолинского Совета депутатов, был комиссаром продовольствия.
В 1918—1919 гг. попал в плен к белогвардейцам, в «вагоне смерти» атамана Анненкова отправлен по этапу в Омск, затем на Дальний Восток. Бежав из лагеря, в 1919—1921 гг. участвовал в гражданской войне на Дальнем Востоке.
В 1921 году вернулся в Казахстан. В 1921—1923 гг. начальник отдела политпросветения Комиссариата народного просвещения Казахской АССР, секретарь Киргизского (Казахского) областного комитета РКП(б), член Киргизского бюро ЦК РКП(б).
В 1926 г. окончил сельскохозяйственную академиию им. Тимирязева. В 1926—1928 гг. — председатель исполнительного комитета Кустанайского округа, на руководящей работе в Наркомате земледелия.
В 1930—1936 гг. — секретарь ЦИК Казахской АССР.
В 1934—1936 гг. — председатель исполнительного комитета Каркаралинского округа. В 1936—1937 гг. — председатель исполнительного комитета Карагандинского областного совета.
В 1937 г. — заместитель наркома пищевой промышленности, нарком социального обеспечения Казахской ССР.
Делегат XI съезда РКП(б), член ЦК КП(б) Казахстана, член ЦИК и ВЦИК.
В июне 1937 г. был арестован, в ноябре — приговорен к высшей мере наказания, в январе 1938 г. был расстрелян по «Карагандинскому делу» «за сознательное содействие и связь с контрреволюционными элементами» и «врагами народа» С. Сейфуллиным, Н. Нурмановым. В июле 1957 г. реабилитирован Верховным судом Казахской ССР.

## Сочинения
- Біздің де күніміз туды. Повесть. Орынбор, 1921.